# Robert Ibáñez Castro
Robert Ibáñez Castro (València, 22 de març de 1993), més conegut com a Rober, és un futbolista valencià que juga d'interior dret al Lamia de la Super Lliga Grega.
Es tracta d'un jugador ràpid, hàbil, amb capacitat de desbordament, difícil de parar en l'un contra un, àgil en el regateig i amb gol.

## Trajectòria
Als 6 anys va entrar a l'escola del València Club de Futbol. Amb 8 anys va acudir amb la seua família, també valencianista, a presenciar en directe la final de la Champions League entre el València i l'FC Bayern de Múnic.
Va donar el salt al filial valencianista i va començar a ser un dels futbolistes més destacats en la pedrera, amb un futur prometedor que li va portar fins i tot a debutar amb 18 anys en un partit amistós amb el primer equip enfront de l'Alzira el 27 de maig de 2011.
La temporada 2012/13 va ser un calvari per a Robert perquè va sofrir una inoportuna lesió just quan començava a ser el centre d'atenció en el València Mestalla, però després de la recuperació va seguir destacant amb l'equip i va arribar a ser un dels candidats per donar el salt al primer equip a finalitzar la temporada.
Va fer la pretemporada 2013/14 amb el primer equip a les ordres del tècnic Miroslav Djukic, però seguia formant part de l'equip filial. Durant la temporada va entrar en diverses convocatòries per a trobades de l'Europa League, també amb el tècnic Juan Antonio Pizzi, sense arribar a debutar.
L'estiu de 2014 va estar a les ordres del nou tècnic, Nuno Espírito Santo, i, a més de l'ambiciós projecte valencianista, el club també va voler apostar per joves promeses del planter com Paco Alcácer, Gayà, Carles Gil o el propi Robert. Es va pensar en la possibilitat d'una cessió a un altre club, però el tècnic portuguès li va demanar al jugador que es quedara perquè anava a comptar amb ell durant la temporada. En la segona jornada va debutar oficialment amb el València CF a Mestalla enfront del Màlaga CF, el 29 d'agost de 2014, entrant en el minut 81 substituint a Feghouli. Els pocs minuts que va tenir va demostrar la seua qualitat i desbordament a tot el públic valencianista, i va seguir comptant amb alguns minuts en jornades posteriors, malgrat ser descartat en moltes convocatòries. Al desembre va haver de ser ingressat en un hospital per una infecció pulmonar que li va impedir participar en el partit de tornada dels setzens de final de la Copa del Rei. Se li va donar l'alta i va aprofitar les dates nadalenques per recuperar-se i tornar a les ordres del tècnic.
En gener de 2015 va ser cedir al Granada CF fins al final de la temporada. Després de fer la pretemporada 2015-2016 amb el València CF, el 31 d'agost de 2016 va ser cedit tota la temporada al CD Leganés, on va patir una greu lesió als lligaments.
Al maig de 2017 es va recuperar de la lesió i va fer la pretemporada 2017/18 amb el València CF, on va anar a poc a poc entrant en els entrenaments del nou tècnic Marcelino García Toral i es va quedar en l'equip. Així i tot, no tenia ritme de competició i no va entrar en convocatòries fins a desembre. En el partit de Copa del Rei contra el Reial Saragossa va marcar un gol, el seu primer i únic gol oficial amb el primer equip del club valencianista. E trobar-se en el seu últim any de contracte amb el club valencià, es va acordar una rescissió perquè poguera signar per un altre club, mantenint el València CF alguna opció de recompra o dret de tempteig sobre el jugador.
El desembre de 2017, Robert Ibáñez signà un contracte amb el Getafe Club de Futbol, que va decidir cedir-lo al CA Osasuna de la Segona divisió fins a final de temporada.